# Tatort: Vorstadtballade
Vorstadtballade ist ein Fernsehfilm aus der Krimireihe Tatort. Der vom Bayerischen Rundfunk produzierte Beitrag ist die 583. Tatort-Episode wurde am 12. Dezember 2004 im Ersten Programm der ARD erstgesendet. Das Münchner Ermittlerduo Batic und Leitmayr ermittelt seinen 39. Fall im Milieu des Münchner Schlachthofviertels, das eigentlich für seine Traditionsgaststätten bekannt ist. Die Verzweiflung über die Vergewaltigung und den Tod seiner Verlobten lässt einen jungen Mann zum Mörder werden.

## Handlung
Ein junges Paar flüchtet spät nachts vor einem Regenschauer in eine Kneipe im Münchner Schlachthofviertel im Südwesten von München. Ein halbes Jahr später wird im Keller der Gastwirtschaft eine Leiche gefunden. Es handelt sich um Xaver Ostler, einen Stammgast aus der kleinen Traditionsgaststätte. Da nicht sicher ist, ob er sich selber erhängt hat, oder ob es ein Mord war, ermitteln Batic und Leitmayr.
Der Rechtsmediziner stellt fest, dass der Tote eindeutig erschlagen wurde und erst danach erhängt wurde, was ein Symbol darstellen könnte. Der Mörder wollte so „sein Werk noch formvollendet darstellen“ bzw. eine öffentliche Bestrafung erreichen, was auf eine hochemotionale Tat schließen lässt.
Das Opfer war als sehr gesellig und trinkfest bekannt. Der Wirt wird befragt und kann sich auch nicht an einen Streit erinnern. Allerdings hatte Ostler vor zwei Jahren Ärger mit einem seiner Trinkkumpane, der sogar vor Gericht endete. Batic und Leitmayr befragen zunächst Feri Schegger, der zum engeren Umfeld des Toten gehört und anschließend Fanny Bichler, die Lebensgefährtin des Toten. Sie gibt an, dass ihr Verhältnis öfter angespannt war. Ihre Tochter Gundi hingegen meint, sie solle froh sein, dass sie den Xaver los ist, schließlich habe er sie oft genug „verdroschen“. Auch bei Hermann Ganser sehen sich die Ermittler um, da Xaver Ostler mit ihm öfter Streit hatte, sich aber auch immer wieder mit ihm vertragen hatte. In Gansers Wohnung finden sie einen Hinweis auf den Ort Schönstett in Niederbayern.
Während die Ermittler Indizien wie Puzzelsteine zusammen suchen und dabei immer noch auf der Stelle treten, geschieht ein weiterer Mord. Feri Schegger wird erschlagen in Adi Duswalds Kneipe aufgefunden. Batic und Leitmayr vermuten eine Art Kreuzzug gegen die drei Stammtischbrüder und versuchen Hermann Ganser vor einem möglichen Anschlag zu schützen. Als Batic und Leitmayr bei ihm vor der Tür stehen, gerät dieser in Panik, springt aus dem Fenster und muss ins Krankenhaus gebracht werden. Carlos Recherche nach der Verbindung von Ganser nach Schönstett hat inzwischen Erfolg. In der Raiffeisenbank, zu der die Kontoverbindung gehört, die den Ermittlern in Scheggers Wohnung aufgefallen war, ist seit ein paar Tagen der Kollege Simon Schwendtner verschwunden. So macht man sich dort Sorgen, da er heiraten wollte, sich die Braut aber kurz vor der Hochzeit erhängt hatte. Es stellt sich heraus, dass sie nicht nur im sechsten Monat schwanger war, sondern genau vor sechs Monaten war sie mit ihrem Verlobten in München.
Den Ermittlern ist klar, dass hier die Lösung des Falles zu suchen ist. So bringen sie in Erfahrung, dass Simon Schwendtner nach dem tragischen Tod seiner Braut, diejenigen zur Rechenschaft ziehen wollte, die im Grunde dafür verantwortlich waren. Als er im Oktober des Vorjahres mit seiner Verlobten nach einem Gewitterregen Schutz in Duswalds Kneipe suchte, hatten die drei Stammtischbrüder ihm Schlafmittel ins Bier getan und seine Verlobte vergewaltigt. Er dachte die ganze Zeit, es sei sein Kind, das sie erwartete. Doch seine Braut war sicher, dass das Kind nicht von ihm sein konnte, und weil sie die Schmach nicht länger aushielt, erhängte sie sich.
Da zu vermuten ist, dass Schwendtner sich auch an Duswald rächen wird, begeben sich Batic und Leitmayr zu seiner Kneipe. Dort ist er gerade dabei, den Wirt zusammenzuschlagen, doch dieser hat eine Pistole und erschießt Schwendtner vor den Augen der gerade eingetroffenen Batic und Leitmayr, obwohl Schwendtner ihm nun nicht mehr gefährlich werden konnte.

## Rezeption

### Einschaltquoten
Die Erstausstrahlung von Vorstadtballade am 12. Dezember 2004 wurde in Deutschland von 7,52 Millionen Zuschauern gesehen und erreichte einen Marktanteil von 20,9 % für Das Erste.

### Kritiken
Die Kritiken zu diesem Tatort fallen sehr positiv aus.
Tilmann P. Gangloff lobt bei tittelbach.tv diesen Tatort und schreibt: „Auch wenn man über dem Weißwurst-Äquator längst nicht alles versteht bei diesem "Tatort" aus München – „Vorstadtballade“ ist ein echtes Schmankerl für Freunde weißblauen Milieus.  Vermeintlich brave Biedermänner werden plötzlich zu Bestien, ein krachledernes Unikum jagt das nächste – und dieser Film von Martin Enlen bewegt sich am Rande der Parodie!“
Bei Moviesection.de vergibt Thomas Ays vier von fünf möglichen Sternen und meint: „Puh! Da hat sich Drehbuchautor Robert Hültner aber einen besonders fiesen Fall einfallen lassen, auf dessen Lösung man nur schwer kommt. Gerade das Ende wirkt lange nach, was dazu führt, dass man die ab und an langatmige Inszenierung gerne verzeiht. Darstellerisch fällt vor allem die junge Anna Brüggemann als Gundi Bichler auf, die besonders während der emotionalen Szenen im Gedächtnis bleibt. Auch Michael Tregor als Feri Schegger holt viel aus seiner Rolle heraus.“
Die Kritiker der Fernsehzeitschrift TV-Spielfilm meinen, diese Episode sei eine „Milieustudie ohne Stammtischweisheiten“.

„Der gelungene 65. BR-"Tatort" zeigt weit mehr als die Auflösung eines Kriminalfalls. Tief taucht der bedrückende, zuweilen aber auch erstaunlich komische Film ins Vorstadtmilieu ein und porträtiert Menschen, die resigniert und ängstlich vor sich hin leben und - mit Ausnahme von Gundi - den Traum von einem besseren Leben längst begraben haben.“